# Baránovka (Josta, Sochi, Krasnodar)
Baránovka (del ruso: Барановка) es un seló del distrito de Josta de la unidad municipal de la ciudad de Sochi del krai de Krasnodar, en el sur de Rusia. Está situado en la orilla derecha del río Sochi, 6 km al norte de Sochi y 166 km al sureste de Krasnodar, la capital del krai. Tenía 2 270 habitantes en 2010. Su principal nacionalidad es la armenia.
Es centro administrativo del ókrug rural Baránovski, al que pertenecen asimismo Plastunka, Verjni Yurt y Rúskaya Mamaika.

## Historia
A finales del siglo XIX los propietarios de estas tierras, la familia noble de origen polaco Baránovski (Baránowski), comenzaron a arrendarlas a campesinos armenios que inmigraban aquí desde el Imperio otomano, huyendo de la persecución nacional y religiosa.

## Lugares de interés
- Cementerio Central de Baránovka.
- Viaducto y túnel de Baránovka en la carretera federal M27, que pasan por debajo de la localidad y evitan su tránsito y el de Trudá, un microdistrito del distrito Central de Sochi, del otro lado del río Sochi.